# Deshonra
Deshonra és una pel·lícula argentina del gènere de drama filmada en blanc i negre dirigida per Daniel Tinayre sobre el seu propi guió escrit en col·laboració amb Alejandro Verbitsky i Emilio Villalba Welsh que es va estrenar el 3 de juny de 1952 i que va tenir com a protagonistes a Fanny Navarro, Mecha Ortiz, Tita Merello, Jorge Rigaud, Guillermo Battaglia i Francisco de Paula. Va ser la primera representació d'una història d'amor lèsbica al cinema argentí.

## Argument
Mostra la vida en una presó de dones en la qual és tancada una dona, Flora, per un crim que no ha comès. Una altra convicta, Roberta, es convertirà la seva protectora i amant.

## Comentaris

### Vinculació del film amb la situació política
El personatge central de Flora és una migrant de l'interior del país que gràcies a quatre anys d'estudis es gradua d'infermera. Pertany per tant a un sector –els provincians establerts en la Capital Federal- considerat com a favorable al govern peronista. D'altra banda, la infermera constituïa en la mirada governamental el “equivalent femení del 'treballador industrial' , símbol del treball fora de la llar i figura emblemàtica de la FEP Fundació Eva Perón, encarnava les virtuts d'altruisme i l'abnegació associades amb la tasca d'assistència i curació dels malalts sota la guia espiritual d'Eva”. En aquesta forma es mostrava a través del personatge un exemple dels valors de la mobilitat social i de la solidaritat tan pregonats pel peronisme i cal recordar que la referida Fundació donava especial rellevància a la seva Escola d'Infermeria i que les seves alumnes tenien un lloc destacat en els actes públics.
La pel·lícula comença amb escenes que mostren les falencias de l'administració de justícia i del sistema carcerari: una dona innocent és empresonada acusada del crim comès en el si d'una família adinerada per un dels seus integrants i tancada en un presidi on sofreix amb les seves companyes diverses denigracions fins a culminar en què la fúria de la Directora fa sotmetre a totes les preses a un bany amb mànegues, una metaforizada violació d'un cru realisme per a l'època que ocasiona la mort d'una elles. Allí ingressa al film una nova Directora, amb el nom d'Interventora i comença el canvi. En la realitat el govern peronista havia encarat des de 1946 la reforma del sistema carcerari, començant pel tancament del penal de Ushuaia i havia fet d'això una de les seves banderes de propaganda. La pel·lícula passa llavors a mostrar com amb la nova conducció es milloren les condicions edilícies, es dona major capacitació als agents penitenciaris i s'humanitza el tracte. És significativa que la imatge de la Interventora respongui a l'estètica de la Sra. de Perón. Primesa extrema, elegància -fins i tot amb un senzill vaig portar sastre- i fins al mateix característic pentinat. La comprensió i atenció amb les quals escolta els reclams, l'afecte maternal escampat entre les internes i, sobretot, el seu discurs nou i desequilibrante recorden a la primera dama, que va morir poc temps abans de l'estrena del film.

### L'ús d'oposicions
La pel·lícula articula diverses oposicions: l'abans i un després de l'accés de Perón al poder, l'endins i fora (de la presó i de la casa dels rics burgesos on va ocórrer el crim), hipocresia i sinceritat; rics i pobres. Si la població carcerària és un compendi de les misèries humanes en les quals preval la idea de la mort (infanticidi, homicidi), el món de fora, no està exempt de comportaments deslleials i mesquins, mentiders i traïdors i fins de morts perquè és justament l'esbrinament d'una mort la que des de les primeres imatges impulsa l'acció narrativa.

### El clima del film
La creació d'una atmosfera i la seva transmissió a l'espectador és un dels mèrits més destacables del film. La foscor i els tons grisos, les agressions verbals, la misèria representada transmeten el clima asfixiant que embolica als protagonistes en la presó i arriba a l'espectador. Quan la cambra passa a la casa dels burgesos rics, no obstant això la seva refinada construcció i les comoditats pròpies de la seva classe, la pintura del mode de relacionar-se entre marit i dona -agressions, desamor, obsessions malaltisses, odis- mostra similituds sensibles amb el món carcerari. La pròpia senyora de la casa –paralítica- detesta la seva casa per “fosca” i per “humida”, qualificatius que a simple vista corresponen a la presó. Així tant l'acció que es desenvolupa en un i un altre lloc té moments en els quals l'angoixa i una opressió asfixiant desencadenen situacions d'extrema violència.
Quan es produeix el canvi en la presó, el film s'il·lumina, la visió de l'espectador és més clara i veu la cuina neta, davantals nets, uniformes nous i així el clima transmès és de renovació i millora.